# Post Live
Post Live es un álbum en vivo de la cantante y compositora islandesa Björk que salió al mercado el 3 de junio de 2003 a través de la discográfica One Little Indian.
Post Live está integrado por doce canciones en vivo que forman parte de su segundo álbum Post de 1995. Este lanzamiento viene acompañado de un folleto de treinta y dos páginas en color y también puede encontrarse en Live Box junto a los otros discos en vivo de sus trabajos de estudio: Debut, Homogenic y Vespertine que, como Post Live, a su vez salieron por separado para la misma fecha: Debut Live, Homogenic Live y Vespertine Live.
Las canciones corresponden a una presentación en 1997 en el Shepherd's Bush Empire y el programa Later with Jools Holland en 1995, además de otros recitales.

## Lista de canciones
| Post Live |                                                                  |                |          |  |
| N.º       | Título                                                           | Escritor(es)   | Duración |  |
| 1.        | «Headphones» (Shepherd's Bush Empire)                            |                | 2:58     |  |
| 2.        | «Army of Me» (Shepherd's Bush Empire)                            |                | 4:04     |  |
| 3.        | «One Day» (Shepherd's Bush Empire)                               |                | 3:37     |  |
| 4.        | «The Modern Things» (Shepherd's Bush Empire)                     |                | 3:52     |  |
| 5.        | «Isobel» (Shepherd's Bush Empire)                                |                | 5:27     |  |
| 6.        | «Possibly Maybe» (Later With Jools Holland)                      |                | 5:22     |  |
| 7.        | «Hyperballad» (Later With Jools Holland)                         |                | 5:05     |  |
| 8.        | «I Go Humble» (Shepherd's Bush Empire)                           |                | 4:03     |  |
| 9.        | «Big Time Sensuality» (Shepherd's Bush Empire Pertenece a Debut) |                | 4:53     |  |
| 10.       | «Enjoy» (Shepherd's Bush Empire)                                 |                | 3:59     |  |
| 11.       | «I Miss You» (TFI Friday)                                        |                | 3:56     |  |
| 12.       | «It's Oh So Quiet» (Taratata)                                    | Lang, Rasfield | 3:52     |  |
| 13.       | «The Anchor Song» (Shepherd's Bush Empire)                       |                | 3:11     |  |